# Adán Paniagua
Adán Onelio Paniagua González (Escuintla; 30 de noviembre de 1955) es un exjugador y exentrenador de fútbol guatemalteco.
Poco después de retirarse, fue director técnico de también muchos equipos en todas las categorías del fútbol guatemalteco.

## Selección nacional
Con la selección guatemalteca, participó en los Juegos Panamericanos de Puerto Rico 1979, el Preolímpico de Concacaf de 1980 y en la Clasificación al Mundial de España 1982, México 1986 e Italia 1990.
En los Juegos Olímpicos de Seúl 1988, marcó un gol en la derrota por 5-2 ante Italia en el primer partido y fue titular en los dos primeros (contra Italia e Irak).

### Participaciones en Juegos Olímpicos
| Torneo                   | Sede | Resultado     |
| ------------------------ | ---- | ------------- |
| Juegos Olímpicos de 1988 | Seúl | Primera ronda |

## Clubes

### Como jugador
| Club               | País        | Año       |
| ------------------ | ----------- | --------- |
| Caminos            | Guatemala   | 1976-1978 |
| Juventud Retalteca | Guatemala   | 1978-1981 |
| Suchitepéquez      | Guatemala   | 1981-1983 |
| Juventud Retalteca | Guatemala   | 1984      |
| Águila             | El Salvador | 1985-1986 |
| Cobán Imperial     | Guatemala   | 1987      |
| Juventud Retalteca | Guatemala   | 1988      |
| Bandegua           | Guatemala   | 1989      |
| Chiquimulilla      | Guatemala   | 1990-1991 |
| Izabal JC          | Guatemala   | 1991-1992 |
| Escuintla          | Guatemala   | 1992-1993 |
| Sacachispas        | Guatemala   | 1993      |

### Como entrenador
| Club                | País      | Año       |
| ------------------- | --------- | --------- |
| Jocotán             | Guatemala | 1993-1995 |
| Sacachispas         | Guatemala | 1994-1996 |
| Mictlán             | Guatemala | 1996      |
| Sacachispas         | Guatemala | 1997-1998 |
| Escuintla           | Guatemala | 1997      |
| Sacachispas         | Guatemala | 1999      |
| Ipala               | Guatemala | 1999      |
| Marquense           | Guatemala | 2000-2001 |
| Sacachispas         | Guatemala | 2002-2003 |
| Cobán Imperial      | Guatemala | 2003-2005 |
| Marquense           | Guatemala | 2005      |
| Cobán Imperial      | Guatemala | 2006      |
| Heredia             | Guatemala | 2006      |
| San Pedro           | Guatemala | 2007-2008 |
| Malacateco          | Guatemala | 2008      |
| Nueva Concepción    | Guatemala | 2009      |
| San Pedro           | Guatemala | 2010      |
| Nueva Concepción    | Guatemala | 2011      |
| Sololá              | Guatemala | 2012      |
| Halcones            | Guatemala | 2013      |
| Aurora              | Guatemala | 2013      |
| Panajachel          | Guatemala | 2014      |
| San Sebastián       | Guatemala | 2015      |
| Atlas de Esquipulas | Guatemala | 2016      |
| San Pedro           | Guatemala | 2017      |
| Santa Ana           | Guatemala | 2017      |
| Deportivo Rabinal   | Guatemala | 2017      |
| Comitán             | Guatemala | 2018-2019 |
| Panajachel          | Guatemala | 2019      |
| San Pedro           | Guatemala | 2019      |
| Rabinal             | Guatemala | 2020      |
| Cubulco             | Guatemala | 2020      |

## Palmarés

### Como jugador
| Título        | Equipo                 | País      | Año  |
| ------------- | ---------------------- | --------- | ---- |
| Copa Nacional | CSD Juventud Retalteca | Guatemala | 1979 |
| Liga Nacional | CSD Suchitepéquez      | Guatemala | 1983 |

### Como entrenador
| Título           | Equipo              | País      | Año           |
| ---------------- | ------------------- | --------- | ------------- |
| Primera División | Deportivo San Pedro | Guatemala | Apertura 2008 |